# Dubois (planetoïde)
(206241) Dubois is een planetoïde, in juni 2009 vernoemd naar de Nederlandse arts, paleontoloog en paleoantropoloog Eugène Dubois (1858-1940).
Dubois was de internationale grondlegger van de paleoantropologie als vakgebied en ontdekte in 1891 op Java de eerste fossielen van de menselijke voorouder Homo erectus.
De planetoïde werd ontdekt door de Nederlandse amateur-planetoïdenjager en beroepsarcheoloog Marco Langbroek op archiefopnamen van het NEAT-project genomen in november 2002 met de 1,2 meter Schmidttelescoop op Mt. Palomar in de VS. De planetoïde is naar schatting ongeveer 2,4 km groot. De baan van planetoïde ligt in de planetoïdengordel tussen de banen van Mars en Jupiter. Voordat ze het definitieve nummer (206241) en de naam Dubois kreeg, was ze bekend onder de voorlopige aanduiding 2002 WM28.